# Kłub Simejnoho Dozwilla
Knyżkowyj kłub „Kłub Simejnoho Dozwilla”, częściej: KSD (ukr. Книжко́вий клу́б «Клуб Сіме́йного Дозві́лля», skr. КСД)  – powstały w 2000 roku ukraiński dom wydawniczy od 2004 roku stanowiący część koncernu Bertelsmann AG. Plasuje się w czołówce największych w Ukrainie wydawnictw książkowych, będąc też jednym z głównych partnerów handlowych Ukrposzty. Poza działalnością wydawniczą – obejmującą zarówno twórczość rodzimych, jak i zagranicznych pisarzy – firma prowadzi również sprzedaż hurtową, księgarnię internetową oraz sieć ponad siedemdziesięciu księgarni tradycyjnych.
Poza Ukrainą wydawnictwo znane bywa także jako Book Club “Family Leisure Club”, pod którą to nazwą figuruje na liście aktywów Bertelsmanna. 

## Historia
Knyżkowyj kłub „Kłub Simejnoho Dozwilla” powstał w 2000 roku w Charkowie z inicjatywy holenderskiej firmy Segruno Investment B.V. jako jej jednostka zależna o kapitale zagranicznym. Dwa lata później Kłub wydał pierwszą książkę i zaczął budować swoje portfolio. W sierpniu 2004 roku został wykupiony przez niemiecki koncern mediowy Bertelsmann AG. W 2005 roku w Biełgorodzie otwarto siedzibę rosyjskiej filii firmy, która pod zlokalizowaną nazwą Kniżnyj Kłub „Kłub Siemiejnogo Dosuga” (ros. Книжный Клуб «Клуб Семейного Досуга») weszła na tamtejszy rynek. W 2008 Ukraińska Izba Książki uznała KSD za największe wydawnictwo w kraju; w podobnym czasie, docierając do ponad siedmiuset tysięcy gospodarstw domowych, zaczęło odnosić sukcesy także w Rosji.
Po zaanektowaniu Krymu przez reżim Władimira Putina Kłub Siemiejnogo Dosuga zaczął na swojej stronie internetowej jako miasta rosyjskie wymieniać także te położone na nielegalnie zajętych terenach, chociażby Sewastopol czy Kercz. W 2017 roku KSD zaczęło powoli wygaszać zagraniczną działalność, filię ostatecznie zamykając w 2020 roku; według rosyjskiej prokuratury przed likwidacją firma miała nie wypłacić tamtejszym pracownikom 6 mln rubli wynagrodzenia.

## Publikacje
Do 2016 roku firma sprzedała w Ukrainie i Rosji łącznie ponad 150 mln egzemplarzy swoich książek, a w samym tylko 2016 w obu krajach wprowadziła na rynek 1128 tytułów, które rozeszły się w nakładzie przekraczającym 10,4 mln sztuk. W portfolio Kłubu Simejnoho Dozwilla znajdują się zarówno powieści z różnych gatunków literackich (m.in. fantastyka, fantasy, literatura dziecięca i młodzieżowa, horror), jak również literatura faktu, w tym książki popularnonaukowe (np. o tematyce historycznej i psychologicznej) czy poradniki – chociażby biznesowe albo o samodoskonaleniu się. W przypadku beletrystyki KSD wydaje zarówno nowości, jak i klasykę literatury.
KSD jest wydawcą książek m.in. Maksyma Kidruka, Luko Daszwar, Symony Wiłar i Wasyla Szklara, a także autorów zagranicznych, w tym chociażby Stephena Kinga, Ericha Marii Remarque’a, Dana Browna, Agathy Christie, C.S. Lewisa, Jamesa Rollinsa, Carlosa Ruiza Zafóna i Andrzeja Sapkowskiego. We współpracy m.in. z Ukraińskim Instytutem Pamięci Narodowej i Uniwersytetem Narodowym KSD wydało kilkutomowe opracowanie Istorija bez cenzury (ukr. Історія без цензури; Historia bez cenzury), którego każdy tom poświęcono innemu okresowi w dziejach kraju. Jedną z najpopularniejszych serii wydawniczych KSD jest „Switowi bestsełery ukrajinśkoju” (ukr. Світові бестселери українською; Światowe bestsellery po ukraińsku), w ramach której wydano m.in. cykl Mroczna Wieża czy powieści o Robercie Langdonie i Hercule’u Poirocie. Dla odmiany, serię „Zirky ukrajinśkoji prozy” (ukr. Зірки української прози; Gwiazdy ukraińskiej prozy) stworzono z myślą o mniej znanych lub całkowicie nieznanych, ale obiecujących ukraińskich pisarzach.
W latach 2015–2016 wydawnictwo krytykowano za niskiej jakości tłumaczenia, wykonywane nie na podstawie tekstu oryginalnego, a istniejącego już przekładu z innego języka bliższego tłumaczowi – najczęściej rosyjskiego. Nakładem KSD do sprzedaży trafiły m.in. tak przetłumaczone Smętarz dla zwierzaków i To Stephena Kinga czy Genialna przyjaciółka Eleny Ferrante. Wobec kontrowersji narosłych po ujawnieniu procederu firma zapowiedziała, że wszystkie opracowane w ten sposób książki doczekają się wznowień, wyższych jakościowo i tłumaczonych bezpośrednio z oryginałów.
W marcu 2015 ujawniono, że planując nową serię wydawniczą KSD nieomal wydało książkę Fiodora Bieriezina, w Ukrainie pogardliwie nazywanego „wiceministrem obrony DRL”. Okazało się także, że do 2015 roku w powiązanych z firmą księgarniach sprzedawano powieści autorów piszących o tzw. „Noworosji”, a ze sprzedaży zaczęto je wycofywać niewiele wcześniej, już po wybuchu wojny rosyjsko-ukraińskiej. W 2025 roku wydawnictwo zniszczyło trzydziestotysięczny nakład tłumaczenia Brutalnego księcia Sophie Lark i rozwiązało z autorką umowę, nie chcąc wydawać kolejnych jej powieści, dla których charakterystyczne jest gloryfikowanie rosyjskiej mafii. KSD zobowiązało się również do uważniejszego dobierania książek, żeby uniknąć w przyszłości podobnych sytuacji jak te z 2025 i 2015 roku.